# マルク・カリーロ
マルク・カリーロ（Marc Carrillo Vinuales、1984年10月5日 - ）はスペイン出身のプロ野球選手。ポジションは内野手（三塁・遊撃）。右投右打。

## 概要
2004年にスペインリーグ、ディビシオン・デ・オナーの強豪C.B.サンボイでデビュー。打率.353、出塁率.430、長打率.380の成績を残す。2007年のヨーロッパ選手権では、打率.272、出塁率.333、長打率.435の成績で、スペインの銀メダル獲得に大きく貢献した。そのほか、2008年の北京五輪世界最終予選、2009年のヨーロッパ選手権にもスペイン代表として出場している。
長打力と俊足を兼ね備えた右のスラッガーで、チャンスメイクも得意とする。守備位置は当初遊撃だったが、後に代表戦などで一塁やDHを任され、現在はもっぱら三塁に落ち着いている。